# 구조기능주의
사회학에서 기능주의는 내부적 결속과 안정성을 증진시키기 위한 복합적인 체계로서 사회를 파악하는 이론이다. 기능주의에서는 사회를 거시적 관점에서 바라보며 사회가 유기체처럼 진화해왔다고 믿고 있다. 허버트 스펜서에 의한 일반적인 분석으로는 사회 내의 규범, 관습, 전통, 제도 등의 요소를 신체의 적절한 기능을 위해 작동하는 장기 기관처럼 파악하고 있다. 1940년대와 1950년대에는 이 이론의 영향력이 정점에 달하였으나 1960년대부터는 쇠퇴하기 시작했고 1980년대에 들어서면서 갈등이론, 그리고 최근에는 구조주의가 그 역할을 대체했다.
허버트 스펜서가 대중화한 유기적 또는 생물학적 비유라는 일반적인 비유는 사회의 이러한 부분을 "몸" 전체의 적절한 기능을 위해 작용하는 인간 신체 "장기"로 제시한다. 가장 기본적인 용어로, 이는 단순히 "안정적이고 응집력 있는 시스템의 기능에 미치는 영향을 각 특징, 관습 또는 관행에 최대한 엄격하게 귀속시키려는 노력"을 강조한다. 탈콧 파슨스에게 "구조적 기능주의"는 특정 사상 학파가 아닌 사회과학의 방법론적 발전의 특정 단계를 설명하게 되었다.

## 이론
사회학에서 고전 이론은 생물학적 유추 경향과 사회 진화론의 개념으로 정의된다:
기능주의를 루소와 같은 정치 철학자들이 제시한 사회의 유기적 유사성의 논리적 확장으로 간주할 수도 있지만, 사회학은 산업화된 자본주의 사회(또는 근대)에 고유한 제도에 더 큰 관심을 끌고 있다.
오귀스트 콩트는 사회가 생물학적 물질과 무기적 물질 모두와 구별되는 별개의 "수준"의 현실을 구성한다고 믿었다. 따라서 사회 현상에 대한 설명은 이 수준 내에서 구성되어야 했으며, 개인은 비교적 안정적인 사회적 역할을 일시적으로 수행하는 사람들에 불과했다. 이 관점에서 콩트는 에밀 뒤르켐의 뒤를 따랐다. 뒤르켐의 주요 관심사는 특정 사회가 시간이 지남에 따라 내부 안정성을 유지하고 생존하는 방법에 대한 질문이었다. 그는 이러한 사회가 분열되는 경향이 있으며, 동등한 부분은 공유된 가치, 공통된 상징 또는 (조카 마르셀 모스가 보유한) 교환 시스템에 의해 함께 유지된다고 제안했다. 뒤르켐은 이러한 유형의 "산업화 이전 사회 구성원들 사이에서 강한 공통된 정서와 공유된 도덕적 가치에 기반한 사회적 유대"를 지칭하기 위해 기계적 연대라는 용어를 사용했다. 현대의 복잡한 사회에서는 구성원들이 매우 다른 업무를 수행하여 강한 상호 의존성을 초래한다. 위에서 언급한 많은 부분이 함께 작용하여 전체를 지탱하는 유기체의 은유를 바탕으로, 뒤르켐은 복잡한 사회가 "유기적 연대", 즉 "산업 사회 구성원들 사이에서 강한 전문화와 상호 의존성에 기반한 사회적 유대"에 의해 함께 결속된다고 주장했다.
구조적 기능주의의 주요 관심사는 사회가 시간이 지남에 따라 지속해야 하는 명백한 안정성과 내부 결속력을 설명하는 뒤르켐 과제의 연속으로 간주될 수 있다. 사회는 유기체처럼 기능하는 일관되고 경계가 있으며 근본적으로 관계적인 구조로 간주되며, 다양한 사회 기관들이 무의식적이고 준자동적인 방식으로 협력하여 전반적인 사회적 균형을 달성한다. 따라서 모든 사회 및 문화 현상은 함께 일하는 의미에서 기능적인 것으로 간주되며, 사실상 그 자체로 "생명"을 가진 것으로 간주된다. 이러한 현상들은 주로 이 기능의 관점에서 분석된다. 개인은 그 자체로 중요한 것이 아니라, 그들의 지위, 사회적 관계 패턴에서의 위치, 그리고 그들의 지위와 관련된 행동 측면에서 중요하다. 따라서 사회 구조는 관련된 역할로 연결된 지위 네트워크이다.
기능주의는 마르셀 모스, 브로니스와프 말리노프스키, 래드클리프-브라운과 같은 이론가들의 연구에서도 인류학적 근거를 가지고 있다. 래드클리프-브라운의 특정 사용법에서 '구조적'이라는 접두사가 등장했다. 래드클리프-브라운은 강력한 중앙집권적 제도가 없는 대부분의 무국적자 "원시적" 사회가 기업 혈통 그룹, 즉 각 사회의 인정받는 친족 그룹의 연합에 기반을 두고 있다고 제안했다. 구조적 기능주의는 또한 사회의 기본 구성 요소가 핵가족이라는 말리노프스키의 주장을 받아들였다.그리고 클랜은 그 반대가 아니라 결과물이라는 것이다. 관점을 정치적 보수주의와 직접적으로 동일시하는 것은 간단한다. 그러나 "응집 시스템"을 강조하는 경향은 기능주의 이론을 사회 문제와 불평등을 강조하는 "갈등 이론"과 대조하게 만든다.

## 저명한 이론가들

### 오귀스트 콩트
"실증주의의 아버지"인 오귀스트 콩트는 많은 전통이 줄어들고 있는 상황에서 사회를 통합해야 할 필요성을 지적했다. 그는 사회학이라는 용어를 처음으로 만든 사람이었다. 콩트는 사회학이 세 단계의 발전의 산물이라고 제안한다:
1. 신학적 단계: 인류 역사의 시작부터 유럽 중세 말기까지 사람들은 사회가 하나님의 뜻을 표현한다는 종교적 관점을 취했다.[8] 신학적 상태에서 인간의 마음은 존재의 본질적인 본성을 추구하며, 모든 효과의 첫 번째이자 마지막 원인(즉, 절대적 지식)을 초자연적 존재의 즉각적인 행동에 의해 생성된다고 가정한다.[9]
2. 형이상학적 단계: 사람들은 사회를 초자연적인 시스템이 아닌 자연적인 시스템으로 보기 시작했다. 이는 계몽주의와 홉스, 로크, 루소의 사상에서 시작되었다. 사회에 대한 인식은 신의 완전성보다는 이기적인 인간 본성의 실패를 반영했다.[10]
3. 긍정적 또는 과학적 단계: 과학자들의 연구를 바탕으로 과학적 접근 방식을 적용하여 사회를 설명한다.[10]

### 허버트 스펜서

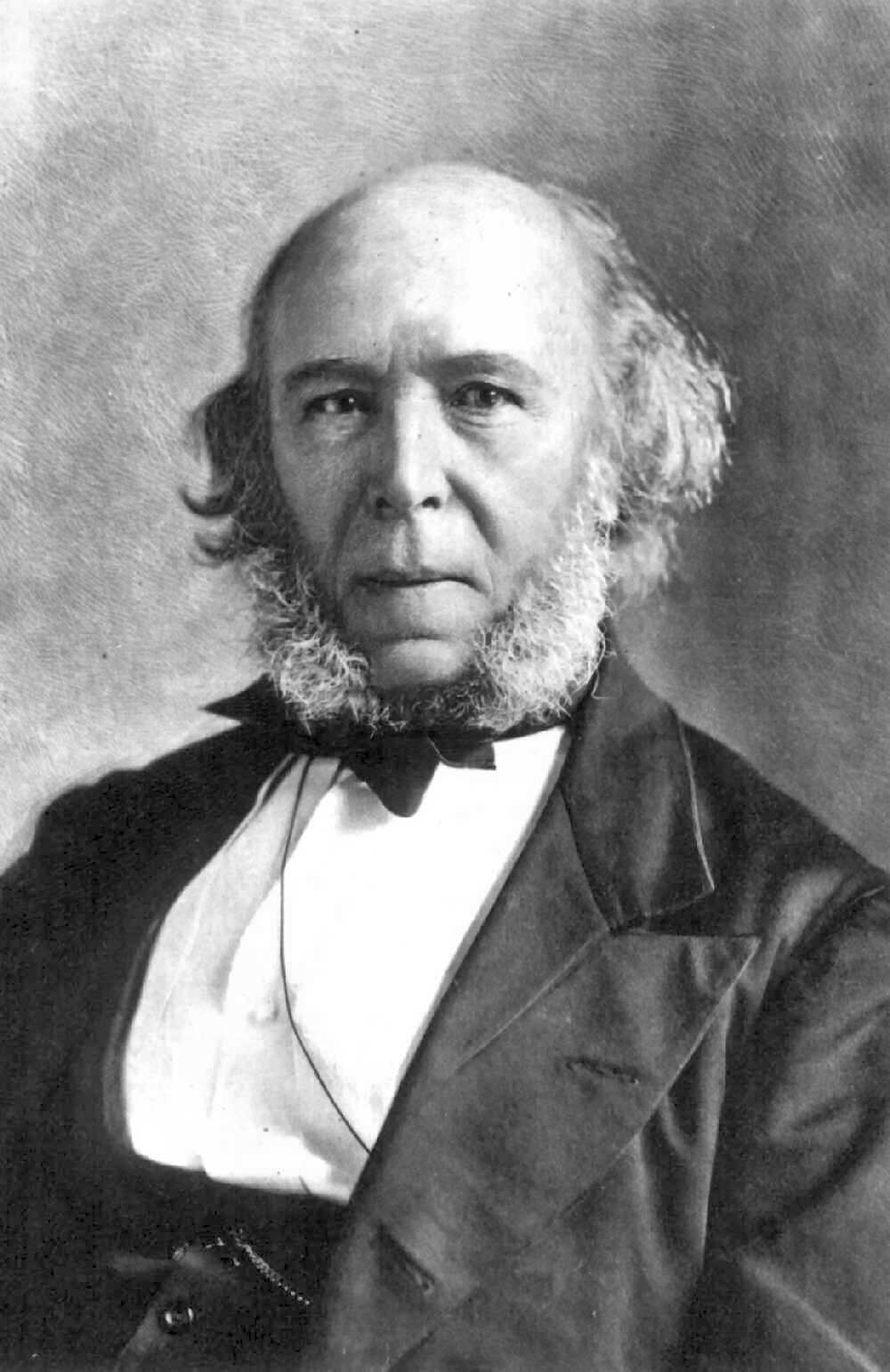
허버트 스펜서

허버트 스펜서(1820–1903)는 자연 선택 이론을 사회에 적용한 것으로 유명한 영국 철학자였다. 그는 여러 면에서 최초의 진정한 사회학적 기능주의자였다. 사실 뒤르켐은 실증주의 이론가들 사이에서 가장 중요한 기능주의자로 널리 알려져 있지만, 스펜서의 저서, 특히 그의 사회학 원리(1874~96)를 읽으면서 그의 분석의 많은 부분이 도태된 것으로 알려져 있다. 스펜서는 사회를 설명할 때 인체의 비유를 암시한다. 인체의 구조적 부분인 골격, 근육, 다양한 내부 장기가 독립적으로 기능하여 유기체 전체가 생존하는 데 도움이 되는 것처럼, 사회 구조도 함께 협력하여 사회를 보존한다.
스펜서의 방대한 책을 읽는 것은 지루할 수 있지만(세포, 단순한 유기체, 동물, 인간, 사회에 대한 유기적 비유를 설명하는 긴 구절), 탈콧 파슨스를 비롯한 많은 현대 이론가들에게 조용히 영향을 미친 중요한 통찰들이 있다(1937). 문화 인류학에서도 기능주의를 일관되게 사용하고 있다.
이 진화 모델은 대부분의 19세기 진화 이론과 달리 주기적이며, 유기적 또는 "초유기적"(스펜서가 사회 시스템을 지칭하는 용어) 물체의 분화와 복잡성 증가로 시작하여 평형 상태와 불균형 상태(또는 조정 및 적응 상태), 마지막으로 붕괴 또는 해체 단계에 이르기까지 다양하다. 토마스 맬서스의 인구 원칙에 따라 스펜서는 사회가 분화를 통해 내부 구조를 적응하도록 강요하는 내부 및 외부의 선택 압력에 지속적으로 직면하고 있다고 결론지었다.
그러나 모든 해결책은 사회의 생존 가능성을 위협하는 새로운 선택 압력을 일으킨다. 스펜서는 그런 말을 한 적이 없다는 점에서 결정론자가 아니었다
1. 선택 압력은 시간이 지남에 따라 변화할 것이다
2. 그들은 느끼고 반응할 것이다
3. 해결책은 항상 효과가 있을 것이다.

사실, 그는 여러 면에서 정치 사회학자였다. 그리고 주어진 정치에서 중앙집권적이고 통합된 권위의 정도가 적응 능력을 좌우할 수 있다는 것을 인식했다. 즉, 그는 권력의 중앙집권화에 대한 일반적인 경향이 정체와 궁극적으로 분권화 압력으로 이어진다고 보았다.
보다 구체적으로, 스펜서는 선택 압력을 유발하는 세 가지 기능적 필요 또는 전제 조건을 인식했다: 규제, 운영(생산), 분배이다. 그는 모든 사회가 통제와 조정, 상품 생산, 서비스 및 아이디어의 문제를 해결하고 마지막으로 이러한 자원을 분배하는 방법을 찾아야 한다고 주장했다.
처음에 부족 사회에서는 이 세 가지 욕구가 분리할 수 없으며, 친족 제도가 이를 충족시키는 지배적인 구조이다. 많은 학자들이 지적했듯이 모든 제도는 친족 조직에 포함되어 있다. 그러나 인구가 증가함에 따라(순수한 숫자와 밀도 측면에서) 개인을 먹여 살리는 문제, 새로운 형태의 조직을 만드는 문제, consider의 신흥 분업, 다양한 차별화된 사회 단위를 coordin하고 통제하는 문제, 그리고 자원 분배 시스템을 개발하는 문제가 발생하고 있다.
스펜서가 보기에 해결책은 보다 전문화된 기능을 수행하기 위해 구조를 차별화하는 것이다. 따라서 추장 또는 "큰 사람"이 등장하고 곧이어 중위 그룹과 이후 왕 및 관리자 그룹이 등장한다. 사회의 구조적 부분(예: 가족, 직장)은 사회가 기능하도록 상호 의존적으로 기능한다. 따라서 사회 구조는 사회를 보존하기 위해 함께 작동한다.

### 탈콧 파슨스
탈콧 파슨스는 1930년대에 글을 쓰기 시작했으며 사회학, 정치학, 인류학, 심리학에 기여했다. 구조적 기능주의와 파슨스는 많은 비판을 받아왔다. 많은 비평가들은 파슨스의 정치적 및 금전적 투쟁, 사회 변화의 기본, 자질과 기준에 의해 규제되지 않는 크고 "조작적인" 행동에 대한 과소평가를 지적해 왔다. 구조적 기능주의와 파슨스의 작품 대부분은 제도화된 행위와 비제도화된 행위 간의 연관성, 그리고 제도화가 이루어지는 절차에 대한 정의가 불충분한 것으로 보인다.
파슨스는 뒤르켐과 막스 베버의 영향을 많이 받았으며, 그들의 많은 연구를 그의 행동 이론에 통합했다. 그는 이를 체계 이론적 개념과 자발적 행동의 방법론적 원리에 기초했다. 그는 "사회 시스템은 개인의 행동으로 구성되어 있다"고 주장했다. 따라서 그의 출발점은 행동 방식에 대한 다양한 선택에 직면한 두 사람 간의 상호 작용이다. 여러 물리적 및 사회적 요인에 의해 영향을 받고 제약을 받는 선택지로 볼 수 있다.
파슨스는 각 개인이 자신의 행동에 대한 상대방의 행동과 반응에 대한 기대를 가지고 있으며, 이러한 기대가 (성공할 경우) 자신이 거주하는 사회의 받아들여진 규범과 가치에서 "유래"될 것이라고 판단했다. 파슨스 자신이 강조했듯이, 일반적인 맥락에서는 행동과 규범 사이에 완벽한 "적합"이 존재할 수 없으므로 그러한 관계는 결코 완전하거나 "완벽하지" 않는다.
사회 규범은 파슨스에게 항상 문제가 되었는데, 파슨스는 사회 규범이 일반적으로 받아들여지고 합의된다고 주장한 적이 없다. 파슨스가 사회 규범을 받아들였는지 여부는 단순히 역사적인 문제였다.
행동이 더 많은 상호작용에서 반복되고 이러한 기대가 고착화되거나 제도화되면 역할이 만들어진다. 파슨스는 "역할"을 "특정하고 구체적인 역할 파트너와의 사회적 상호작용의 구체적인 과정에서 사람이 규범적으로 규제되는 참여"로 정의한다. 이론적으로는 누구나 어떤 역할을 수행할 수 있지만, 그 개인은 자신이 수행하는 역할의 본질을 지배하는 규범을 준수해야 한다.
또한 한 사람이 동시에 다양한 역할을 수행할 수도 있고 수행할 수도 있다. 어떤 의미에서 개인은 "구성"이라고 볼 수 있다그가 속한 역할들은 물론 오늘날 대부분의 사람들은 자신을 설명하라는 요청을 받으면 사회적 역할에 대해 언급하며 대답하곤 했다.
파슨스는 나중에 역할에 대한 개념을 사회의 기능을 수행하는 데 있어 서로 보완하는 역할의 집합체로 발전시켰다. 일부 역할은 제도와 사회 구조(경제적, 교육적, 법적, 심지어 성별 기반)에 묶여 있다. 이러한 역할들은 사회의 운영을 돕는다는 점에서 기능적이다 사회가 원활하게 운영될 수 있도록 기능적 요구를 충족시킨다.
일반적인 속설과는 달리, 파슨스는 갈등이나 일종의 "완벽한" 균형이 없는 사회에 대해 이야기한 적이 없다. 한 사회의 문화적 가치 체계는 미국 사회의 경우처럼 완전히 통합되지 않았고, 정적이지 않았으며, 대부분의 경우 역사적 출발점에 비해 복잡한 변화 상태에 있었다. 파슨스의 사회 시스템 분석에서 '완벽한' 균형에 도달하는 것은 심각한 이론적 질문이 아니었고, 실제로 가장 역동적인 사회는 미국이나 인도와 같이 중요한 내적 긴장을 가진 일반적인 문화 시스템을 가지고 있었다. 파슨스에 따르면 이러한 긴장은 그 반대가 아니라 그들의 강점의 원천이었다. 파슨스는 시스템-제도화와 시스템 내 긴장(긴장, 갈등)의 수준에 대해 그 자체로 반대되는 힘으로 생각한 적이 없다.
파슨스가 시스템을 재생산하기 위한 핵심 과정은 사회화와 사회적 통제이다. 사회화는 사회의 수용된 규범과 가치를 시스템 내의 개인에게 전달하는 메커니즘이기 때문에 중요하다. 파슨스는 "완벽한 사회화"에 대해 언급한 적이 없으며, 어떤 사회에서도 사회화는 부분적이고 통합적인 관점에서 볼 때 "불완전한" 것에 불과했다.
파슨스는 "이 점은 개인이 '수동적'이거나 '순응적'이 아닌 구체적으로 자율적이거나 창의적이라는 의미와는 무관하며, 이는 상당 부분 기대의 제도화 현상"이라고 말한다;그들은 문화적으로 구성되어 있다.
사회화는 이러한 기대에 부합하거나 부합하지 않는 역할 행동의 긍정적 및 부정적 제재에 의해 뒷받침된다. 처벌은 감옥이나 정신병원과 같은 기관을 통해 스니거나 가십처럼 비공식적으로 이루어질 수도 있고, 더 공식화될 수도 있다. 이 두 가지 과정이 완벽하다면 사회는 정적이고 변하지 않을 것이지만 실제로는 이런 일이 오래 일어나지 않을 것이다.
파슨스는 이를 인식하며 "시스템의 구조가 문제가 있고 변화의 대상이 될 수 있다"고 말했으며, 그리고 그의 평형 경향 개념이 "변화에 대한 안정성의 경험적 지배를 의미하지는 않는다"고 말했다. 그러나 그는 이러한 변화가 비교적 원활하게 일어난다고 믿는다.
변화하는 상황과 상호작용하는 개인들은 "역할 협상" 과정을 통해 적응한다.역할이 확립되면, 그들은 추가적인 행동을 안내하는 규범을 만들고 이를 제도화하여 사회적 상호작용 전반에 걸쳐 안정성을 창출한다. 적응 과정이 급격한 충격이나 즉각적인 급격한 변화로 인해 조정될 수 없는 경우, 구조적 해체가 발생하여 새로운 구조(또는 새로운 시스템)가 형성되거나 사회가 죽게 된다. 이러한 사회 변화 모델은 "움직이는 균형"으로 설명된다, 그리고 사회 질서에 대한 열망을 강조한다.

### 데이비스와 무어
킹슬리 데이비스와 윌버트 E. 무어(1945)는 "기능적 필요성"(데이비스-무어 가설이라고도 함)이라는 개념을 바탕으로 사회 계층화를 주장했다. 그들은 개인이 분업에 필요한 역할을 채우도록 동기를 부여하기 위해 사회에서 가장 어려운 직업이 가장 높은 소득을 가진다고 주장한다. 따라서 불평등은 사회적 안정에 기여한다.
이 주장은 여러 가지 다른 각도에서 잘못된 것으로 비판받아 왔다: 이 주장은 가장 자격이 있는 개인이 가장 높은 보상을 받는다는 것과 불평등한 보상 시스템이 필요하다는 것 모두이다. 그렇지 않으면 어떤 개인도 사회가 기능하는 데 필요한 만큼의 성과를 내지 못할 것이다. 문제는 이러한 보상이 주관적인 "동기"가 아닌 객관적인 공로에 기반해야 한다는 것이다. 또한 이 주장은 운동선수나 영화배우에 비해 교사와 같은 사회에서 더 많은 사람들에게 혜택을 주더라도 어떤 직책이 다른 직책보다 더 가치가 있는 이유를 명확히 설명하지 못한다. 비평가들은 구조적 불평등(상속된 부, 가족 권력 등) 자체가 개인의 성공 또는 실패의 원인이지 그 결과가 아니라고 제안한다.

### 로버트 머튼
로버트 K. 머튼은 기능주의 사상을 중요하게 개선했다. 그는 근본적으로 파슨스의 이론에 동의했지만, 파슨스의 이론이 지나치게 일반화되었다고 믿으며 의문을 제기할 수 있다는 점을 인정했다.머튼은 웅장한 이론보다는 중간 범위 이론을 강조하는 경향이 있었는데, 이는 파슨스 사고의 몇 가지 한계를 구체적으로 다룰 수 있었다는 것을 의미한다. 머튼은 어떤 사회 구조든 다른 구조보다 더 분명한 많은 기능을 가지고 있을 것이라고 믿었다. 그는 세 가지 주요 한계를 확인했다: 기능적 통일성, 보편적 기능주의, 그리고 필수 불가결성이다. 그는 또한 일탈의 개념을 개발하여 명백한 기능과 잠재된 기능을 구분했다. 명백한 기능은 모든 사회적 패턴의 인식되고 의도된 결과를 의미한다. 잠재된 기능은 어떤 사회적 패턴의 인식되지 않은 결과와 의도하지 않은 결과를 의미한다.
머튼은 현대 복잡한 사회의 모든 부분이 사회의 기능적 통합을 위해 작동하는 것은 아니라고 말하며 기능적 통합을 비판했다. 따라서 사회의 운영을 방해할 수 있는 모든 사회적 패턴이라고 불리는 사회적 기능 장애가 발생한다. 일부 기관과 구조에는 다른 기능이 있을 수 있으며, 일부 기관은 일반적으로 기능 장애가 있을 수도 있고, 일부 기관은 기능 장애가 있을 수도 있다. 이는 모든 구조가 사회 전체에 대해 기능하는 것은 아니기 때문이다. 일부 관행은 지배적인 개인이나 그룹에게만 기능한다.
머튼이 논의하는 "현시 함수"에는 사회적 패턴이 인식되고 의도된 결과를 초래할 수 있다는 점에서 두 가지 유형의 함수가 있다. 교육의 현시 함수에는 좋은 성적을 받아 진로를 준비하는 것, 졸업하는 것, 좋은 일자리를 찾는 것이 포함된다. 두 번째 유형의 함수는 "잠재 함수"로, 사회적 패턴이 인식되지 않거나 의도하지 않은 결과를 초래하는 경우이다. 교육의 잠재 함수에는 새로운 사람들과의 만남, 교과 외 활동, 수학여행 등이 포함된다.
또 다른 유형의 사회적 기능은 사회 운영을 방해하는 바람직하지 않은 결과인 "사회적 기능 장애"이다.교육의 사회적 역기능에는 좋은 성적을 받지 못하는 직업이 포함된다. 머튼은 사회의 역기능적 측면을 인식하고 조사함으로써 대안의 개발과 지속성을 설명할 수 있다고 말한다. 따라서 홀름우드는 "머튼은 기능주의 패러다임 내에서 연구를 위해 권력과 갈등을 명시적으로 핵심 이슈로 삼았다."라고 말한다
머튼은 또한 현재 사회의 기능을 수행하는 제도와 구조에 대한 기능적 대안이 있을 수 있다고 언급했다. 이는 현재 존재하는 제도가 사회에 필수적인 것은 아니라는 것을 의미한다. 머튼은 "같은 항목이 여러 기능을 가질 수 있는 것처럼, 대체 항목에 의해 같은 기능이 다양하게 수행될 수도 있다"고 말한다. 이 기능적 대안의 개념은 기능주의가 현상 유지를 승인하는 경향을 줄이기 때문에 중요하다.
머튼의 일탈 이론은 뒤르켐의 아노미 개념에서 파생되었다. 이 이론은 시스템에서 내부 변화가 어떻게 발생할 수 있는지 설명하는 데 핵심적인 역할을 한다. 머튼에게 아노미는 문화적 목표와 이를 달성하기 위한 수용된 방법 사이의 불연속성을 의미한다.
머튼은 배우가 직면한 상황이 5가지라고 믿는다.
- 순응은 개인이 사회화된 문화적 목표를 달성하기 위한 수단과 욕구를 가질 때 발생한다.
- 혁신은 개인이 수용된 문화적 목표를 달성하기 위해 노력하지만 새로운 방법이나 수용되지 않은 방법으로 선택할 때 발생한다.
- 의식주의는 개인이 사회가 정한 대로 일을 계속하지만 목표 달성을 포기할 때 발생한다.
- 후퇴주의는 사회의 수단과 목표를 모두 거부하는 것이다.
- 반란은 사회적 목표와 수단의 거부와 다른 목표와 수단의 대체를 결합한 것이다.

따라서 혁신이나 반란을 통해 사회 내부적으로 변화가 일어날 수 있음을 알 수 있다. 사회가 이러한 개인을 통제하고 변화를 부정하려고 시도하는 것은 사실이지만, 혁신이나 반란이 탄력을 받으면 결국 사회는 적응하거나 해체될 것이다.

### 아몬드와 파월
1970년대에 정치학자 가브리엘 알몬드와 빙엄 파월은 정치 체제를 비교하기 위해 구조적 기능주의 접근 방식을 도입했다. 그들은 정치 체제를 이해하기 위해서는 그 제도(또는 구조)뿐만 아니라 각 제도의 기능도 이해해야 한다고 주장했다. 또한 이러한 제도를 제대로 이해하려면 의미 있고 역동적인 역사적 맥락에 놓여야 한다고 주장했다.
이 아이디어는 비교 정치 분야에서 널리 사용되는 접근 방식인 국가-사회 이론과 종속 이론과 현저한 대조를 이룬다. 이들은 국제 관계에서 데이비드 이스턴의 시스템 이론의 후손으로, 모든 정치 시스템을 본질적으로 동일한 것으로 보는 기계론적 관점으로, 동일한 "자극과 반응"의 법칙, 즉 입력과 출력의 적용을 받으면서도 고유한 특성에는 거의 신경 쓰지 않았다. 구조적-기능적 접근 방식은 정치 시스템이 이익 집단, 정당 및 정부 부서를 포함한 여러 주요 구성 요소로 구성된다는 견해에 기반한다.
구조 외에도 Almond와 Powell은 정치 시스템이 다양한 기능으로 구성되어 있음을 보여주었다. 그 중 주요 기능은 정치적 사회화, 모집 및 소통이다. 사회화는 사회가 자신의 가치와 신념을 다음 세대에게 전달하는 방식을 의미하며, 정치 용어로는 사회가 시민의 덕목이나 효과적인 시민 의식 습관을 함양하는 과정을 설명한다. 모집은 정치 시스템이 시민의 관심, 참여 및 참여를 유도하는 과정을 의미하며, 소통은 시스템이 그 가치와 정보를 공표하는 방식을 의미한다.

## 단일점 하강법
아프리카의 "원시적" 무국적자 사회의 사회적 안정성을 설명하기 위해 에반스-프리차드(1940)와 마이어 포르테스(1945)는 탈렌시와 누에르족이 주로 단일 혈통 집단을 중심으로 조직되었다고 주장했다. 이러한 집단은 재산 관리나 공격 방어와 같은 공통된 목적을 가지고 있으며, 구성원의 수명을 훨씬 초과하여 지속되는 영구적인 사회 구조를 형성한다. 탈렌시와 누에르족의 경우, 이러한 기업 집단은 친족 관계에 기반하여 단일 혈통의 더 큰 구조에 맞춰졌으며, 결과적으로 에반스-프리차드와 포르테스의 모델은 "하계 이론"이라고 불린다. 또한, 이 아프리카 맥락에서 영토 분할은 혈통과 일치하여 혈통 이론은 혈액과 토양을 동일하게 합성했다. 그러나 혈통이 고려되지 않는 부모와의 친밀한 관계는 단순히 상호 보완적이거나 부차적인 관계로 간주된다(Fortes는 "상호 보완적인 섬김"이라는 개념을 만들었다). 혈통을 통한 친족 관계의 계산은 사회 시스템의 주요 조직력으로 간주된다. 단일 혈통에 대한 강한 강조로 인해 이 새로운 친족 이론은 "하계 이론"이라고 불리게 되었다.
지체 없이 혈통 이론은 비판자들을 찾아냈다. 많은 아프리카 부족 사회들이 이 깔끔한 모델에 꽤 잘 맞는 것처럼 보였지만, 폴 리처즈와 같은 아프리카인들도 포르테스와 에반스-프리차드가 내부 모순을 의도적으로 경시하고 지역 혈통 시스템의 안정성과 사회 조직에 대한 중요성을 지나치게 강조했다고 주장했다. 그러나 많은 아시아 환경에서는 이러한 문제가 더욱 분명해졌다. 파푸아뉴기니에서는 지역 부계 혈통 그룹이 분열되어 있고 많은 수의 비격자를 포함하고 있었다. 신분 구분은 혈통에 따라 달라지지 않았으며, 족보가 너무 짧아서 공통 조상과의 동일시를 통해 사회적 연대를 설명하기 어려웠다. 특히, 동족(또는 양측) 친족 현상은 혈통 그룹이 "원시적" 사회 구조의 주요 요소라는 명제에 심각한 문제를 제기했다.
리치(1966)의 비판은 고전적인 말리노프스키 논증의 형태로 이루어졌으며, "에반스-프리차드의 누어 연구와 포르테스의 탈렌시 단일점 하강 연구에서도 경험적 사실이 허구에 의해서만 적응되는 이상적인 개념으로 밝혀졌다"고 지적했다. 사람들의 이기심, 조종, 조작 및 경쟁은 무시되었다. 게다가, 혈통 이론은 레비-스트라우스의 구조 인류학에 의해 강조된 결혼과 친밀한 관계의 중요성을 간과했으며, 혈통의 역할을 지나치게 강조했다. 리치의 말을 인용하자면: "모계 및 친밀한 친족 관계에 대한 명백한 중요성은 설명된 것만큼 많이 설명되지 않았다."

## 생물학적 기능주의
생물학적 기능주의는 인류학적 패러다임으로, 모든 사회 제도, 신념, 가치관 및 실천이 실용적인 문제를 해결하는 데 도움이 된다고 주장한다. 여러 면에서 이 정리는 오랫동안 확립된 구조적 기능주의에서 유래했지만, 두 정리는 서로 크게 다르다.두 사람 모두 사회 구조가 여러 상호 의존적인 기준 프레임으로 구성되어 있다는 근본적인 믿음을 유지하고 있지만, 생물학적 기능주의자들은 기능하는 시스템에서 사회적 연대와 집단적 양심이 필요하다는 구조적 견해를 비판한다. 그 사실로 인해 생물학적 기능주의는 우리 개인의 생존과 건강이 행동의 원동력이며, 사회적 경직성의 중요성은 무시할 수 있다고 주장한다.

### 일상적인 응용
의심할 여지 없이 인간의 행동이 항상 개인에게 긍정적인 결과를 초래하는 것은 아니지만, 생물학적 기능주의자는 그 의도가 여전히 자기 보존적이라고 주장할 것이다. 비록 성공적이지는 않았지만 말이죠. 그 예로 운을 하나의 실체로 믿는 믿음이 있다. 운에 대한 믿음이 불균형적으로 강하면 도박으로 인한 막대한 손실과 같은 바람직하지 않은 결과를 초래할 수 있지만, 생물학적 기능주의는 도박꾼이 새로 만든 운을 비난하는 능력이 개인의 비난에서 벗어날 수 있게 하여 실질적이고 개인적인 목적을 달성할 수 있다고 주장한다. 이러한 의미에서 생물학적 기능주의는 삶에서 종종 나쁜 결과가 발생하지만, 이는 실용적인 관심사에는 도움이 되지 않지만, 궁극적인 실패에도 불구하고 긍정적인 결과를 만들기 위해 확고한 인지 심리적 동기가 작용했다고 주장한다.

## 구조적 기능주의의 쇠퇴
구조적 기능주의는 1940년대와 1950년대에 그 영향력이 절정에 달했으며, 1960년대에는 급격히 쇠퇴했다.1980년대에 이르러 유럽에서는 갈등 지향적인 접근 방식이 그 자리를 차지하게 되었다. 그리고 최근에는 구조주의에 의해 영향을 받게 되었다. 일부 비판적 접근 방식은 미국에서도 인기를 얻었지만, 대신 이 분야의 주류는 이론적으로 중요한 방향이 없는 경험적으로 지향적인 수많은 중간 범위 이론으로 이동했다. 대부분의 사회학자들에게 기능주의는 이제 "도주처럼 죽었다"고 한다".
1960년대 기능주의의 영향이 줄어들기 시작하면서 언어적, 문화적 변화는 사회과학에서 수많은 새로운 움직임을 이끌어냈다: "기든스에 따르면, 정통적 합의는 1960년대 후반과 1970년대에 다른 경쟁 관점들이 공유하는 중간 지대가 무너지면서 종료되었고, 이는 당황스러울 정도로 다양한 경쟁 관점들로 대체되었다. 이 세 번째 세대의 사회 이론에는 현상학적으로 영감을 받은 접근법, 비판 이론, 민족 방법론, 상징적 상호작용주의, 구조주의, 포스트구조주의, 그리고 해석학과 일반 언어 철학의 전통에서 쓰여진 이론들이 포함된다."
경험적 사회학에는 없었지만, 사회학 이론, 특히 루만과 기든스의 연구에서 기능주의 주제는 여전히 감지할 수 있었다. 그러나 최근 다단계 선택 이론의 발전과 집단이 사회적 딜레마를 해결하는 방법에 대한 실증적 연구로 기능주의 주장이 강화되면서 초기 부흥의 조짐이 나타나고 있다. 진화론의 최근 발전, 특히 생물학자 데이비드 슬론 윌슨과 인류학자 로버트 보이드와 피터 리치슨에 의해 다단계 선택 이론의 형태로 구조적 기능주의를 강력하게 지지하고 있다. 이 이론에서 문화와 사회 구조는 집단 수준에서 다윈주의(생물학적 또는 문화적) 적응으로 간주된다.

## 비판
1960년대에 기능주의는 사회 변화나 구조적 모순과 갈등을 설명할 수 없다는 비판을 받았다(따라서 종종 "합의 이론"이라고 불렸다). 또한 긴장과 갈등을 유발하는 인종, 성별, 계층 등 불평등을 무시한다. 기능주의가 정적이고 변화의 개념이 없다는 두 번째 비판에 대한 반박은 이미 위에서 설명한 바 있으며, 파슨스 이론은 변화를 허용하지만 질서 있는 변화의 과정이라는 결론을 내렸다[파슨스, 1961:38]. 따라서 파슨스의 사회 이론을 정적이라고 언급하는 것은 부정확한다. 균형과 유지 또는 사회 질서로의 빠른 복귀를 강조하는 것은 사실이지만, 이는 파슨스가 글을 쓰고 있던 시대(제2차 세계대전 이후, 냉전의 시작)의 산물이다. 사회는 격변과 공포에 휩싸여 있었다. 당시 사회 질서는 중요했고, 이는 사회 변화보다는 균형과 사회 질서를 촉진하려는 파슨스의 경향에 반영되어 있다.
또한 뒤르켐은 기능주의적 설명과 함께 급진적인 형태의 길드 사회주의를 선호했다. 또한 마르크스주의는 사회적 모순을 인정하면서도 여전히 기능주의적 설명을 사용한다. 파슨스의 진화론은 분화와 재통합 시스템과 하위 시스템, 따라서 재통합 전의 적어도 일시적인 갈등을 설명한다(ibid). "기능적 분석이 본질적으로 보수적인 것으로 볼 수 있고, 본질적으로 급진적인 것으로 볼 수 있다는 사실은 본질적으로 둘 중 어느 쪽도 아닐 수 있음을 시사한다."
더 강력한 비판에는 기능주의가 자기 자신에게 귀속되는 효과에 의존하여 사회 제도의 발전을 설명하려는 인식론적 주장, 즉 사회 제도의 발전을 설명하려는 시도가 포함된다. 그러나 파슨스는 자신의 이론을 만드는 데 있어 뒤르켐의 많은 개념에 직접적으로 의존했다. 확실히 뒤르켐은 현상이 사회에 미치는 기능과 관련하여 현상을 설명한 최초의 이론가 중 한 명이었다. 그는 "기능의 결정은 현상을 완전히 설명하는 데 필요하다"고 말했다 그러나 뒤르켐은 역사적 분석과 기능적 분석을 명확히 구분하며 "사회 현상에 대한 설명이 이루어질 때, 우리는 그것을 생산하는 효율적인 원인과 그것이 수행하는 기능을 별도로 찾아야 한다"고 말했다. 만약 뒤르켐이 이 구분을 내렸다면, 파슨스는 그렇지 않았을 가능성이 낮다.
그러나 머튼은 기능적 분석이 왜 첫 번째 사례에서 행동이 일어났는지 설명하려는 것이 아니라 왜 그것이 계속되거나 재생산되는지 설명하려는 것이라고 명시적으로 말한다. 이러한 특정 논리에 따르면 기능주의자들이 현상의 원래 원인을 반드시 그 효과와 관련하여 설명하지는 않는다고 주장할 수 있다. 그러나 사회 현상은 목적을 달성하기 때문에 (재생산)된다는 논리는 기능주의 사상에 독창적이지 않는다. 따라서 기능주의는 정의할 수 없거나 기능주의 이론가들이 머튼 이전에 규범적으로 생산한 목적론적 논거에 의해 정의될 수 있다.
또 다른 비판은 사회가 인간으로서 "필요"를 가질 수 없다는 존재론적 주장을 설명하며, 사회가 필요를 가지고 있더라도 충족될 필요는 없다고 주장한다. 앤서니 기든스는 기능주의적 설명이 모두 개별 인간 행동과 결과에 대한 역사적 설명으로 다시 쓰여질 수 있다고 주장한다(구조화 참조).
기능주의에 대한 또 다른 비판은 개인이 자신의 역할이 요구하는 대로 행동하는 꼭두각시로 간주된다는 것이다. 그러나 Holmwood는 가장 정교한 형태의 기능주의가 "매우 발전된 행동 개념"에 기반하고 있다고 말한다. 위에서 설명했듯이 파슨스는 개인과 그들의 행동을 출발점으로 삼았다. 그러나 그의 이론은 이러한 행위자들이 수용된 규범의 사회화와 주입에 반대하여 어떻게 대리권을 행사하는지를 명확히 설명하지 않았다. 위에서 살펴본 바와 같이 머튼은 일탈이라는 개념을 통해 이러한 한계를 해결했으며, 따라서 기능주의가 대리권을 허용한다고 볼 수 있다. 그러나 개인이 왜 수용된 규범을 받아들이거나 거부하는지, 왜 어떤 상황에서 대리권을 행사할지 설명할 수 없으며, 이는 이론의 상당한 한계로 남아 있다.
기능주의에 대한 추가 비판은 다른 사회 이론, 특히 갈등 이론가, 마르크스주의자, 페미니스트, 포스트모더니스트의 지지자들에 의해 제기되었다. 갈등 이론가들은 기능주의의 시스템 개념이 통합과 합의에 지나치게 많은 비중을 두고 독립성과 갈등을 소홀히 한다고 비판했다. 로크우드는 갈등 이론에 따라 파슨스의 이론이 시스템 모순의 개념을 놓쳤다고 제안했다. 그는 시스템의 오작동 경향이 있을 수 있는 부분을 설명하지 않았다. 로크우드에 따르면 이러한 경향이 배우들 사이에서 대립과 갈등으로 표면화되었다고 한다. 그러나 파슨스는 갈등과 협력의 문제가 매우 얽혀 있다고 생각하여 두 가지를 모두 자신의 모델에 반영하고자 했다. 그러나 이 점에서 그는 합의에 의해 특징지어지는 '이상적인 유형의 사회'에 대한 분석에 한계가 있었다. 머튼은 기능적 통일성에 대한 비판을 통해 긴장과 갈등에 대한 명시적인 분석을 기능주의에 도입했다. 그러나 사회 현상에 대한 머튼의 기능주의적 설명은 사회가 갈등이 아닌 주로 협동적이라는 생각에 계속 의존했으며, 이는 머튼을 갈등 이론가들과 차별화한다.
갈등 이론이 등장한 직후 부활한 마르크스주의는 전문 사회학(기능주의와 갈등 이론 모두)이 선진 복지 자본주의에 당파적이라고 비판했다. 굴드너는 파슨스의 이론이 복지 자본주의의 지배적인 이익을 표현한 것이라고 생각했으며, 이는 제도가 사회를 위해 수행하는 기능과 관련하여 정당화된다고 생각했다.파슨스의 연구는 사회의 기능적 전제 조건을 충족하기 위해 특정 제도가 필요하다는 것을 암시하거나 명확히 표현했을 수 있지만, 이것이 사실이든 아니든 머튼은 제도가 필수 불가결한 것은 아니며 기능적 대안이 있다고 명시적으로 말한다. 그가 현재 제도에 대한 대안을 찾지 못하고 있다는 것은 보수적 편향을 반영하는 것이며, 이는 앞서 언급했듯이 그가 글을 쓰고 있던 특정 시간의 산물이다.
기능주의의 중요성이 끝나갈 무렵, 페미니즘이 부상하면서 기능주의에 대한 급진적인 비판을 시도했다. 기능주의는 가족 구조 내에서 여성의 억압을 소홀히 했다고 믿었다. 홀름우드, 그러나 파슨스가 실제로 긴장과 갈등이 존재하거나 곧 일어날 상황을 묘사했음을 보여준다. 일부 페미니스트들은 파슨스가 이러한 상황에 대한 정확한 설명을 제공했다고 동의한다.반면 파슨스는 직장과 가족과 관련하여 여성에 대한 기능적 분석을 지나치게 단순화했다는 점을 인식하고 여성의 기능 장애가 아닌 사회에 대한 가족의 긍정적인 기능에 초점을 맞췄다. 머튼 역시 기능과 기능 장애가 동시에 발생하는 상황을 다루었지만 '페미니스트 감수성'이 부족했다.
제프리 알렉산더(1985)는 기능주의를 특정 방법이나 시스템이 아닌 넓은 학파로 보고 있다. 파슨스는 균형(안정성)을 가정이 아닌 기준점으로 삼고 구조적 분화를 사회 변화의 주요 형태로 취급한다. '기능주의'라는 이름은 존재하지 않는 방법이나 해석의 차이를 의미한다. 이것은 위에서 비판한 결정론을 제거한다. 코헨은 사회가 필요하기보다는 특정 사회 제도의 존재를 지지하지만 그들을 유발하지 않는 사회 환경의 특징인 성향적 사실을 가지고 있다고 주장한다.

## 같이 보기
- 역사주의
- 신제도경제학
- 체계 이론

1. ↑  Urry, John (2000). 〈Metaphors〉. 《Sociology beyond societies: mobilities for the twenty-first century》. Routledge. 23쪽. ISBN 978-0-415-19089-3.
2. ↑  Parsons, Talcott (1977). 《Social systems and the evolution of action theory》. New York: Free Press. ISBN 978-0029248003. OCLC 2968515.
3. ↑  François., Bourricaud (1981). 《The sociology of Talcott Parsons》 Pbk.판. Chicago: University of Chicago Press. ISBN 978-0226067568. OCLC 35778236.
4. 1 2  Macionis, John (1944–2011). 《Sociology》. Gerber, Linda Marie 7판. Toronto, Canada: Pearson Prentice Hall. ISBN 9780137001613. OCLC 652430995.
5. ↑  Porth, Eric; Neutzling, Kimberley; Edwards, Jessica. “Functionalism”. 《anthropology.ua.edu》. 2011년 11월 20일에 원본 문서에서 보존된 문서. 2018년 9월 20일에 확인함.
6. 1 2  Rice, Keith. “Structural Functionlism”. 2012년 2월 22일에 원본 문서에서 보존된 문서. 2012년 2월 23일에 확인함.
7. ↑  S., Fish, Jonathan (2005). 《Defending the Durkheimian tradition : religion, emotion, and morality》. Alershot, Hants, England: Ashgate. ISBN 978-0754641384. OCLC 60543408.
8. 1 2 3 4  Macionis, John (1944–2011). 《Sociology》. Gerber, Linda Marie 7판. Toronto, Canada: Pearson Prentice Hall. ISBN 9780137001613. OCLC 652430995.
9. ↑  Comte, Auguste (1998). 《Auguste Comte and positivism : the essential writings》. Lenzer, Gertrude. New Brunswick, NJ: Transaction Publishers. ISBN 978-0765804129. OCLC 37437499.
10. 1 2  J., Macionis, John (2012). 《Sociology》 14판. Boston: Pearson. ISBN 9780205116713. OCLC 727658545.
11. 1 2 3 4 5  H., Turner, Jonathan (1985). 《Herbert Spencer : a renewed appreciation》. Beverly Hills, California: Sage Publications. ISBN 978-0803922440. OCLC 11444338.
12. 1 2  Nolan, Patrick (2004). 《Human societies: an introduction to macrosociology》. Lenski, Gerhard 11판. Boulder: Paradigm Publishers. ISBN 9781594515781. OCLC 226355644.
13. 1 2  Masters, Roger D. (March 1994). “The social cage: Human nature and the evolution of society”. 《Ethology and Sociobiology》 15 (2): 107–111. doi:10.1016/0162-3095(94)90021-3. ISSN 0162-3095.
14. 1 2 3 4  W., Allport, Gordon (1951). 《Toward a General Theory of Action》. Kluckhohn, Clyde., Murray, Henry A., Parsons, Talcott., Sears, Robert R., Sheldon, Richard C., Shils, Edward A. [Erscheinungsort nicht ermittelbar]: Harvard University Press. ISBN 9780674863491. OCLC 900849450.
15. ↑  Craib, Ian (1992). 《Modern social theory: from Parsons to Habermas》 2판. New York: St. Martin's Press. ISBN 978-0312086749. OCLC 26054873.
16. 1 2 3 4 5 6 7  Parsons, Talcott (1977). 《Social systems and the evolution of action theory》. New York: Free Press. ISBN 978-0029248003. OCLC 2968515.
17. 1 2  Cuff, E. C.; Payne, G. C. F. (1979). 《Perspectives in sociology》. London: G. Allen & Unwin. ISBN 978-0043010914. OCLC 4882507.
18. 1 2 3 4  Gingrich (1999). “Notes on Structural Functionalism and Parsons”. 《uregina.ca》. 2006년 4월 25일에 확인함.
19. 1 2  Ritzer, G.; Goodman, D. (2004). 《Sociological Theory, 6th edition》 6판. New York: McGraw-Hill. ISBN 0-07281718-6. OCLC 52240022.
20. ↑  Davis, Kingsley; Moore, Wilbert E. (1945). “Some Principles of Stratification”. 《American Sociological Review》 10 (2): 242–249. doi:10.2307/2085643. JSTOR 2085643.
21. ↑  De Maio, Fernando (1976–2010). 《Health and social theory》. Houndmills, Basingstoke: Palgrave Macmillan. ISBN 9780230517424. OCLC 468854721.
22. ↑  Tumin, Melvin M. (1953). “Some Principles of Stratification: A Critical Analysis”. 《American Sociological Review》 18 (4): 387–394. doi:10.2307/2087551. JSTOR 2087551. S2CID 40879321.
23. 1 2 3 4 5 6  Macionis, John (1944–2011). 《Sociology》. Gerber, Linda Marie 7판. Toronto, Canada: Pearson Prentice Hall. ISBN 9780137001613. OCLC 652430995.
24. 1 2 3 4 5  Holmwood, John (2005). 《Modern social theory: an introduction》. Harrington, Austin, 1970. Oxford: Oxford University Press. 87–110쪽. ISBN 978-0199255702. OCLC 56608295.
25. ↑  George., Ritzer (1988). 《Contemporary sociological theory》 2판. New York, N.Y. etc.: McGraw-Hill. ISBN 0075538326. OCLC 908996993.
26. ↑  In sociology, another term for describing a positive function, in opposition to a dysfunction, is eufunction.
27. 1 2 3 4 5  Kuper, Adam (1988). 《The invention of primitive society : transformations of an illusion》. London: Routledge. ISBN 978-0415009027. OCLC 17841268.
28. ↑  Leach, E. R. (Edmund Ronald) (2011). 《Pul Eliya : a village in Ceylon》. Cambridge: Cambridge University Press. ISBN 9780521200219. OCLC 751128426.
29. ↑  Austin, D.F. (2000). “The Meaning of "Life"”. 2010년 6월 24일에 원본 문서에서 보존된 문서. 2009년 8월 23일에 확인함.
30. 1 2  “Comparing "The Strong Program in Cultural Theory”. 2009년 8월 23일에 확인함.
31. ↑  Corning, Peter A. “Biological Adaptation in Human Societies: A 'Basic Needs' Approach” (PDF). 2008년 7월 25일에 원본 문서 (PDF)에서 보존된 문서. 2009년 8월 23일에 확인함.
32. ↑  《Handbook of Sports Studies》. Jay J. Coakley, Eric Dunning. SAGE. 2000. ISBN 9781446224687.
33. ↑  Slattery, Martin (2003). 《Key ideas in sociology》. Cheltenham: Nelson Thornes. ISBN 978-0748765652. OCLC 52531237.
34. ↑  Giddens, Anthony (1984). 《The constitution of society : outline of the theory of structuration》. Berkeley. ISBN 978-0520052925. OCLC 11029282.
35. ↑  Barnes, Barry (1943). 《The elements of social theory》. Princeton, N.J. ISBN 9781134215904. OCLC 862745810.
36. 1 2  Giddens, Anthony (1993). 《The Giddens reader》. Cassell, Philip. Stanford, Calif.: Stanford University Press. ISBN 978-0804722025. OCLC 28914206.
37. 1 2  Subedi, Devi Prasad. 《STRUCTURAL FUNCTIONAL PERSPECTIVE IN SOCIOLOGY》 (PDF). TU Nepal.
38. ↑  Merton, Robert King (1968). 《Social theory and social structure》 1968 enlarg판. New York. ISBN 978-0029211304. OCLC 253949.
39. 1 2 3 4  Coser, Lewis A. (1977). 《Masters of sociological thought : ideas in historical and social context》 2판. Long Grove, Illinois. ISBN 978-1577663072. OCLC 53480377.
40. 1 2 3 4 5 6 7 8 9 10  Holmwood, John (2005). 《Modern social theory: an introduction》. Harrington, Austin, 1970. Oxford: Oxford University Press. 87–110쪽. ISBN 978-0199255702. OCLC 56608295.
41. 1 2  Davis, Kingsley (1959). “The Myth of Functional Analysis as a Special Method in Sociology and Anthropology”. 《American Sociological Review》 24 (6): 757–772. doi:10.2307/2088563. JSTOR 2088563.